# Réti here
A réti here vagy vörös here (Trifolium pratense) a hüvelyesek (Fabales) rendjébe, ezen belül a pillangósvirágúak (Fabaceae) családjába tartozó faj, amelyet takarmánynövényként termesztenek.

## Előfordulása
Eredetileg egész Európában, Nyugat-Ázsiában és Északnyugat-Afrikában nőtt, de mára a világ számos más részén termesztésbe vonták. Indiában és Pakisztánban is vannak ősállományai.

## Változatai
- Trifolium pratense var. americanum Harz
- Trifolium pratense var. maritimum Zabel
- Trifolium pratense var. perenne Host
- Trifolium pratense var. pratense
- Trifolium pratense var. sativum Schreb.
- Trifolium pratense var. villosum DC.

## Megjelenése
A réti here alakgazdag évelő növény. Erős karógyökérrel rendelkezik, gyökérzete általában 60-70 centiméter mélyre, de egyes talajokban akár 1-2 méter mélyre is lehatolhat. Az áttelelést a talajfelszínhez közel elhelyezkedő gyöktörzse biztosítja. A hajtások a gyöktörzs csúcsrügyeiből indulnak, a több hajtás bokorszerűen csoportosul. Szára 15-30, néha 70 centiméter magas, felemelkedő vagy felálló, többnyire szőrös. Levelei összetettek, három levélkéből állnak – a latin Trifolium nemzetségnév is erre utal –, melyek tojásdad vagy hosszúkás lándzsa alakúak, ép szélűek, finoman és egyenletesen szőrösek. A levélkék színi oldalán gyakran látható világosabb zöld színű, félhold alakú jellegzetes folt, keresztsáv. Az alsó levelek nyele hosszú, a felsőké rövid. A kellemes illatú virágok szirmai bíborpirosak (ritkán fehérek), gömb vagy tojás alakú fejecskevirágzatban (gombvirágzatban) nyílnak, a fejecskék általában kettesével állnak a szárakon. A csésze szőrös, 10 erű és fele olyan hosszú, mint a párta. Hüvelyterméseiben egyetlen mag fejlődik. A mag alakja lekerekített sarkú háromszögre emlékeztet, színe sárga, de a mag szélesebb részén sokszor lilás, fényes; ez a lilás színárnyalat a tetraploid fajták magján alárendelt. A diploid fajták ezermagtömege 1,6-2,3 gramm, a tetraploid fajtáké 2,5-3,2 gramm.

## Életmódja
A réti here réteken, legelőkön, szántókon, világos erdőkben, üde, mély rétegű, tápanyagban gazdag talajokon nő.
A virágzási ideje májustól szeptember végéig tart. Rovarmegporzású, s habár a házi méhek is látogatják virágait, a megporzást főleg a hosszú szívókájú rovarok (pl. vadméhek, poszméhek) tudják csak elvégezni.

## Felhasználása
Főleg takarmánynövénynek termesztik; több más pillangósvirágúhoz hasonlóan a vetésforgó egyik alapeleme. A legfontosabb, fehérjegazdag here-faj.
Régen fontos gyógynövényként is számon tartották vértisztító és köhögéscsillapító hatása miatt. Fekélyek borogatására is használták. Manapság a benne található izoflavonoidok hormonszerű hatása miatt a változókori panaszok kezelésére alkalmazzák. Klinikai vizsgálatok során kimutatták antioxidatív és gyulladáscsökkentő hatását, valamint azt, hogy gátolja rákos sejtek és új vérerek kialakulását. Fontos előnye, hogy a herefélék közül a legkevesebb nehézfémet tartalmazza.

## Képek

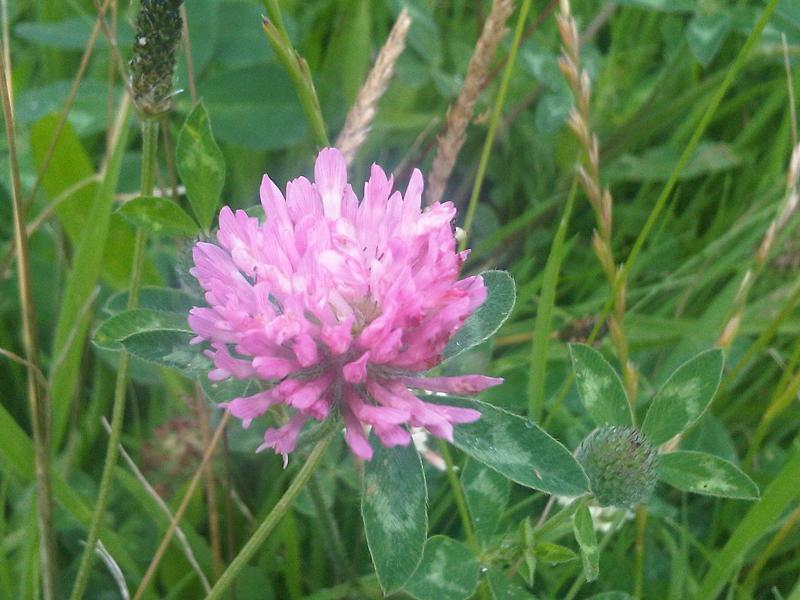
Virága
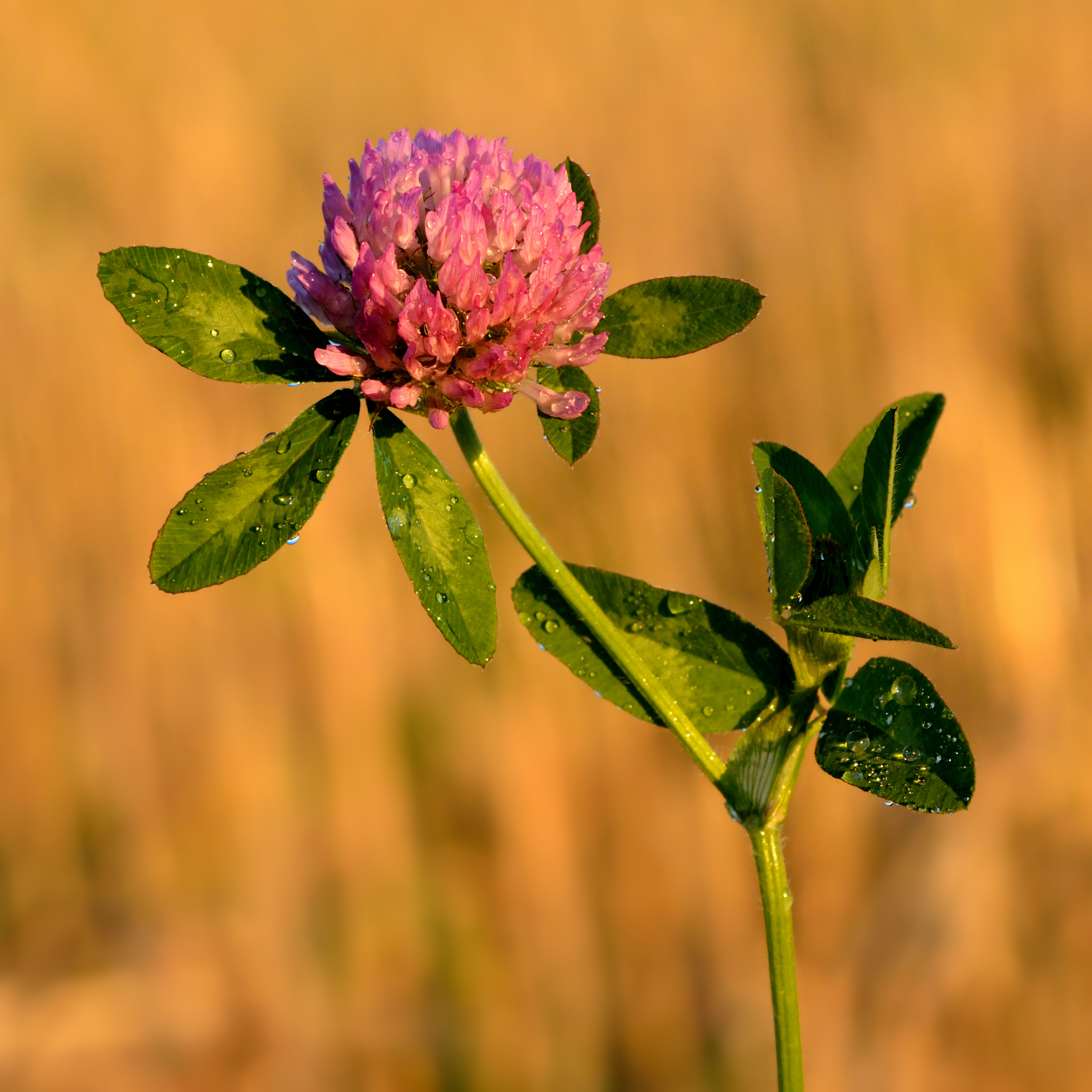
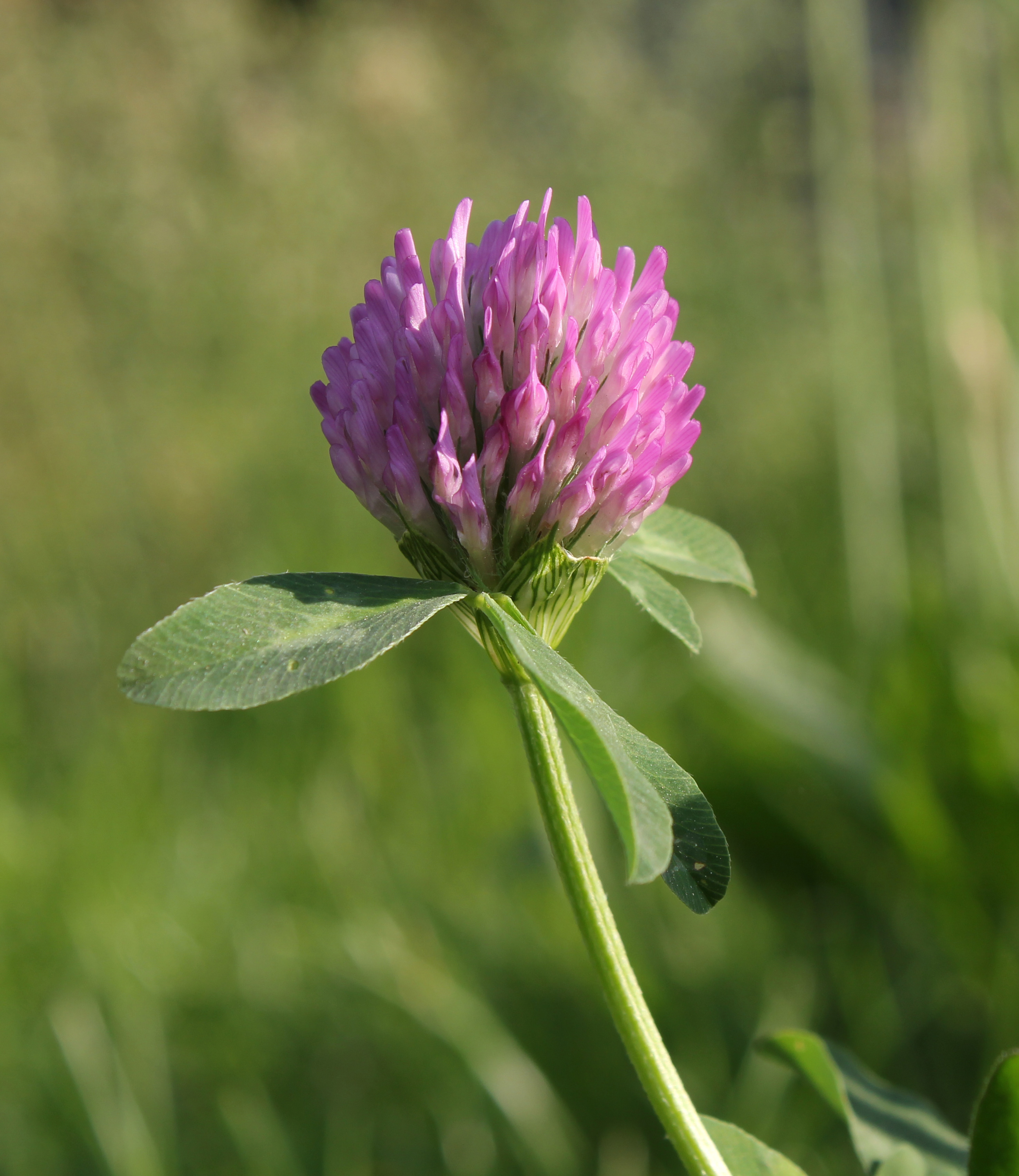
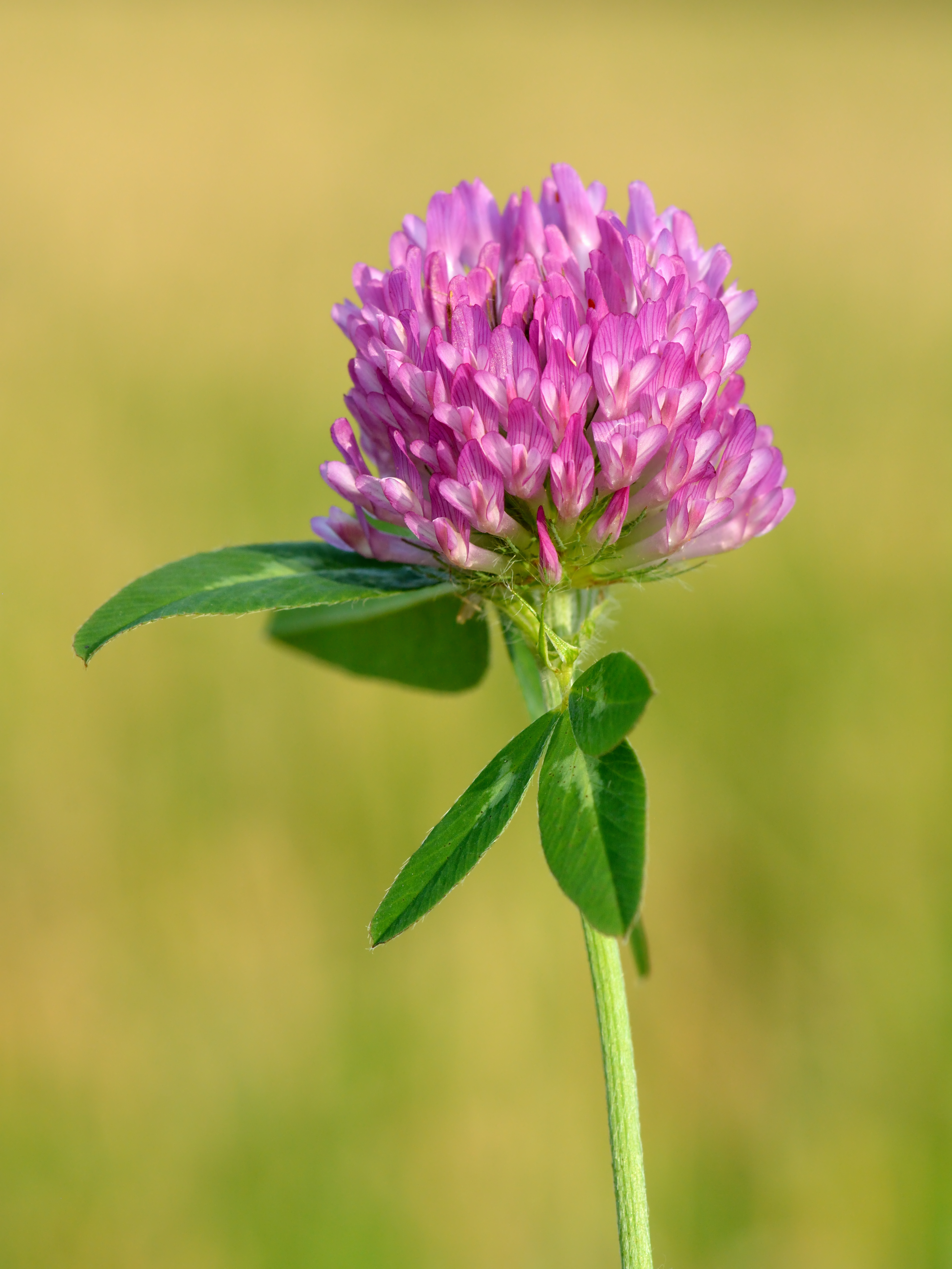
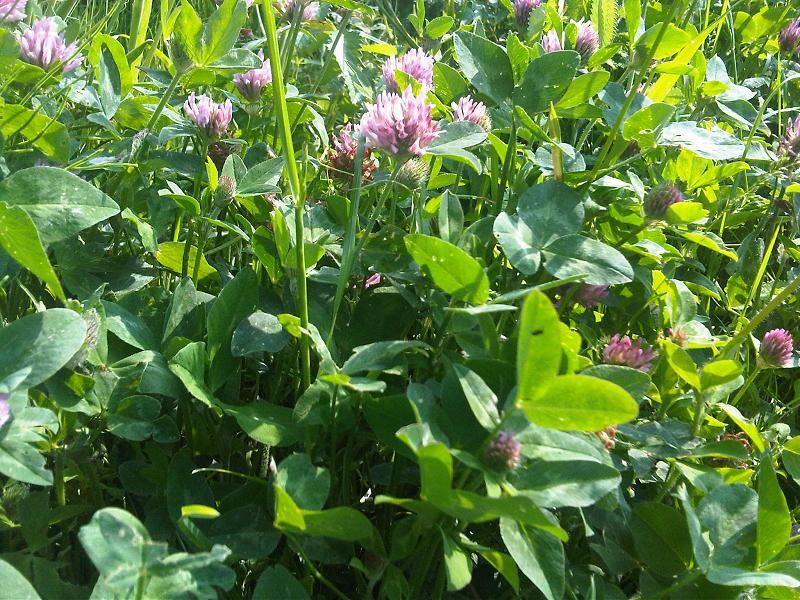
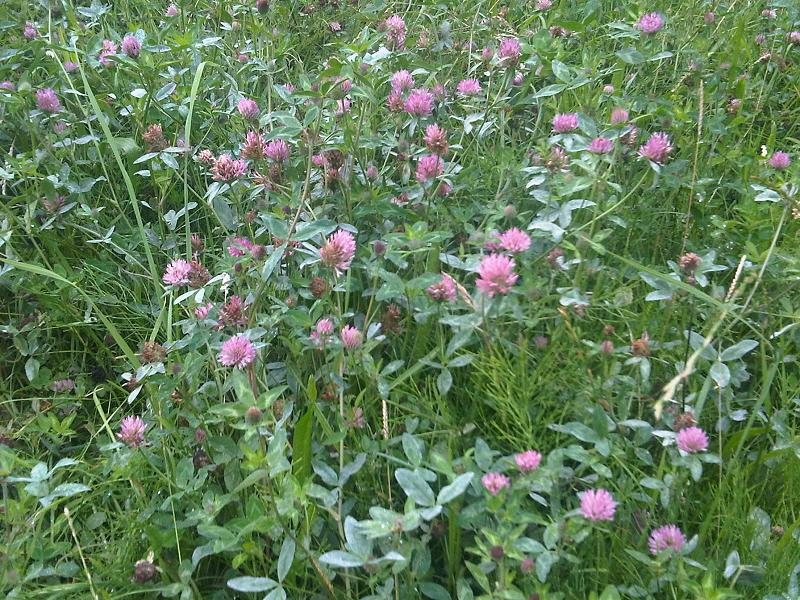
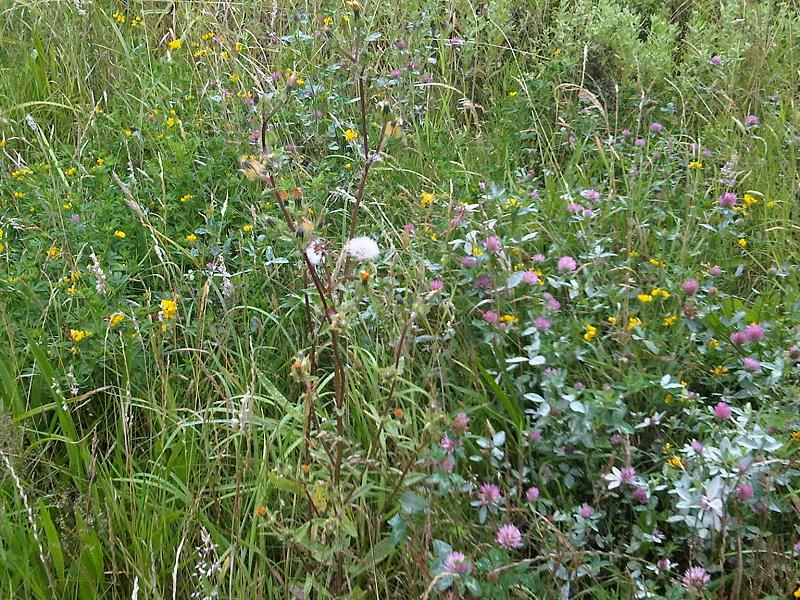
Réti herék más növényfajok társaságában
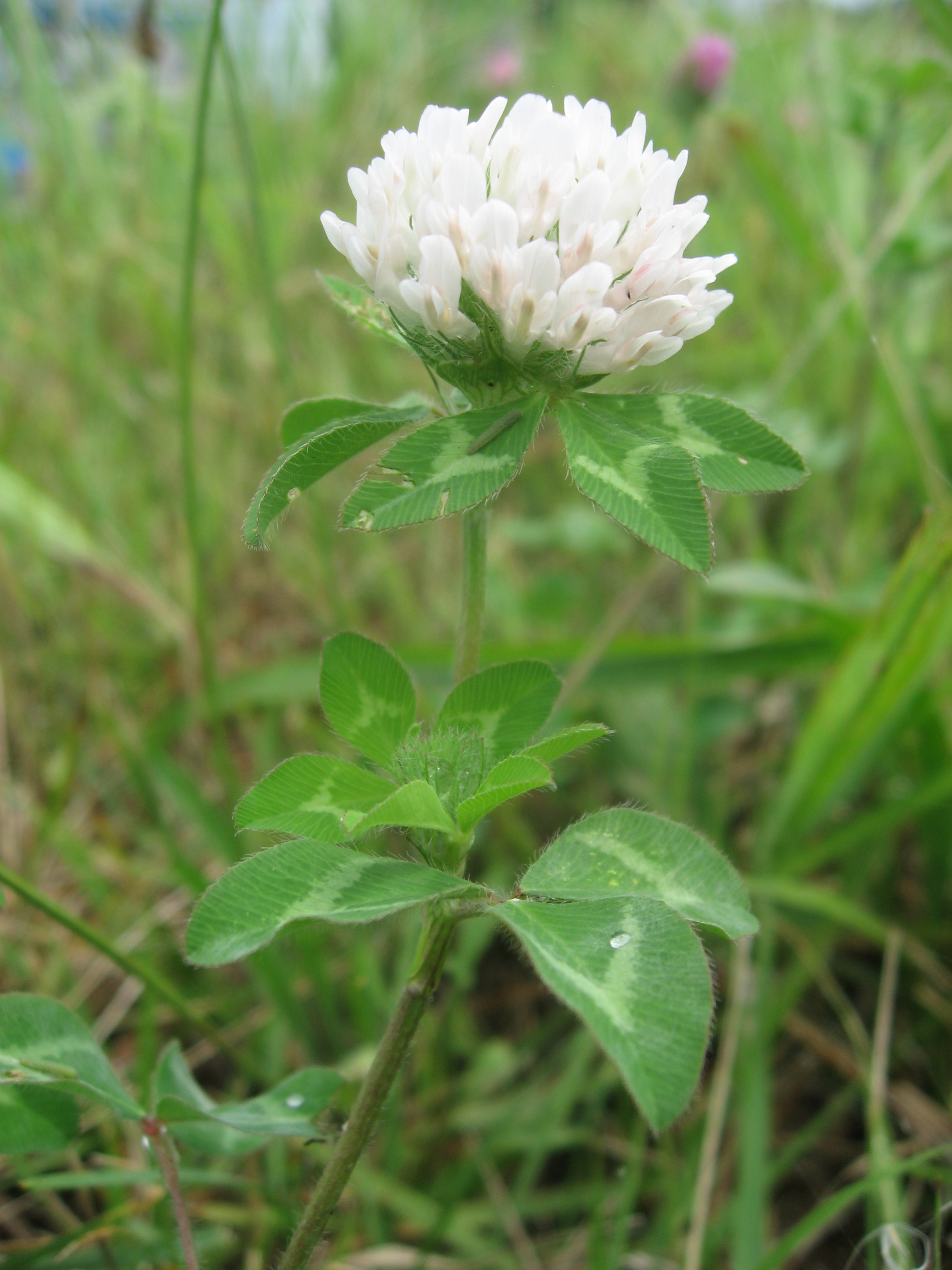
Fehér változata
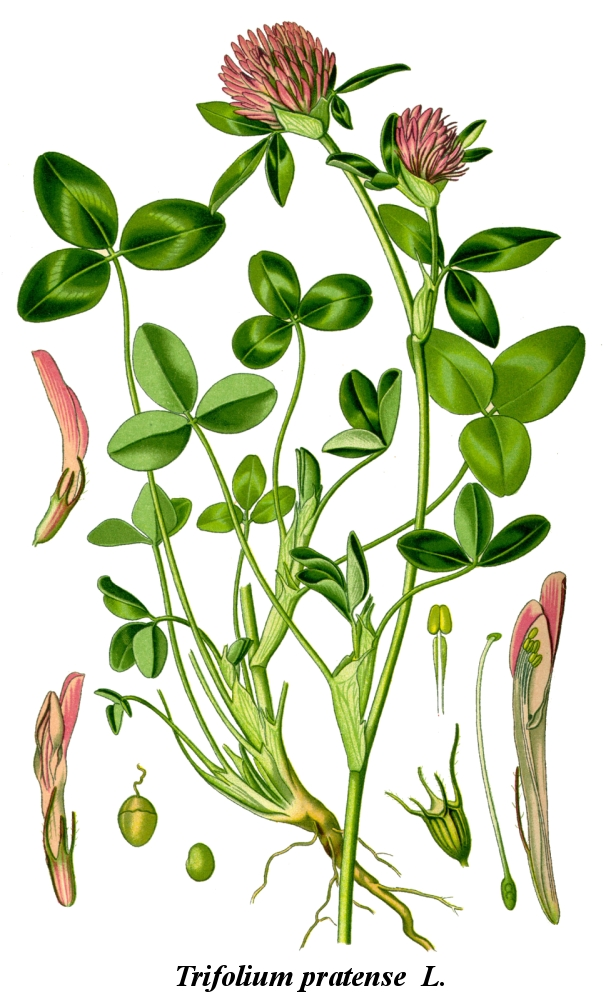
Rajz a növényről